# Cico Falzone
Calogero Falzone, detto Cico (Porto Empedocle, 31 luglio 1956) è un chitarrista italiano, membro dei Nomadi.
È stato insegnante di musica in scuole e privatamente, e ha partecipato a tournée con vari gruppi e musicisti (tra gli altri Daniel Sentacruz Ensemble e Viola Valentino). Dopo alcuni incontri nel corso del 1989 con il resto della band - allora composta da Augusto Daolio, Beppe Carletti, Gian Paolo Lancellotti, Chris Dennis e Dante Pergreffi - il 1º luglio del 1990 entra a far parte dei Nomadi (assieme a Daniele Campani, batterista della band fino al 23 novembre 2023, quando, tramite Cico e il resto del gruppo, ha annunciato ai fan di non far parte più della band), in sostituzione dello stesso Dennis. Vive in Emilia-Romagna da parecchi anni.
Nei Nomadi, oltre a suonare numerose chitarre, esegue cori e controcanti insieme a Sergio Reggioli. Nel 2009, quando per un malore il cantante Danilo Sacco è stato costretto a non prendere parte ai concerti, comincia a cantare più canzoni del solito (generalmente cantava Un giorno insieme, Crescerai e parte di Canzone per un'amica); lo stesso, comincia a fare in ogni concerto a partire dal 2012, dopo l'abbandono di Sacco.
Il 3 luglio 2003 è nata la sua seconda figlia, Carolina.
Nell'ottobre del 2013 ha ripreso l'attività d'insegnante, contemporanea a quella di chitarrista dei Nomadi. Oltre a dare lezioni private, tiene seminari in tutta Italia.

## Discografia

### Con i Nomadi
- 1990 - Solo Nomadi (CGD)
- 1991 - Gente come noi (CGD)
- 1992 - Ma noi no (CGD)
- 1992 - Ma che film la vita (CGD)
- 1993 - Contro (CGD)
- 1994 - La settima onda (CGD)
- 1995 - Lungo le vie del vento (CGD)
- 1996 - Quando ci sarai (CGD)
- 1997 - Le strade, gli amici, il concerto (CGD)
- 1998 - Una storia da raccontare (CGD)
- 1999 - SOS con rabbia e con amore (CGD)
- 2000 - Liberi di volare (CGD)
- 2002 - Amore che prendi amore che dai (CGD)
- 2003 - Nomadi 40 (CGD)
- 2004 - Corpo estraneo (Atlantic)
- 2006 - Con me o contro di me (Atlantic)
- 2007 - Nomadi & Omnia Symphony Orchestra - Live 2007 (Atlantic)
- 2009 - Allo specchio (Warner Music)
- 2010 - Raccontiraccolti (Warner Music)
- 2011 - Cuore vivo (Nomadi)
- 2012 - Terzo tempo (Nomadi)
- 2014 - Nomadi 50+1 (Nomadi)
- 2015 - Lascia il segno (Nomadi)
- 2017 - Nomadi dentro (Nomadi)
- 2018 - Nomadi 55 - Per tutta la vita (Nomadi)
- 2019 - Milleanni (Nomadi)
- 2021 - Solo esseri umani (BMG Italia)
- 2023 - Cartoline da qui (BMG Italia)

### Altri dischi in cui ha suonato
- 1997 - Mon trésor di Massimo Bubola